# Madonna dell'Uragano

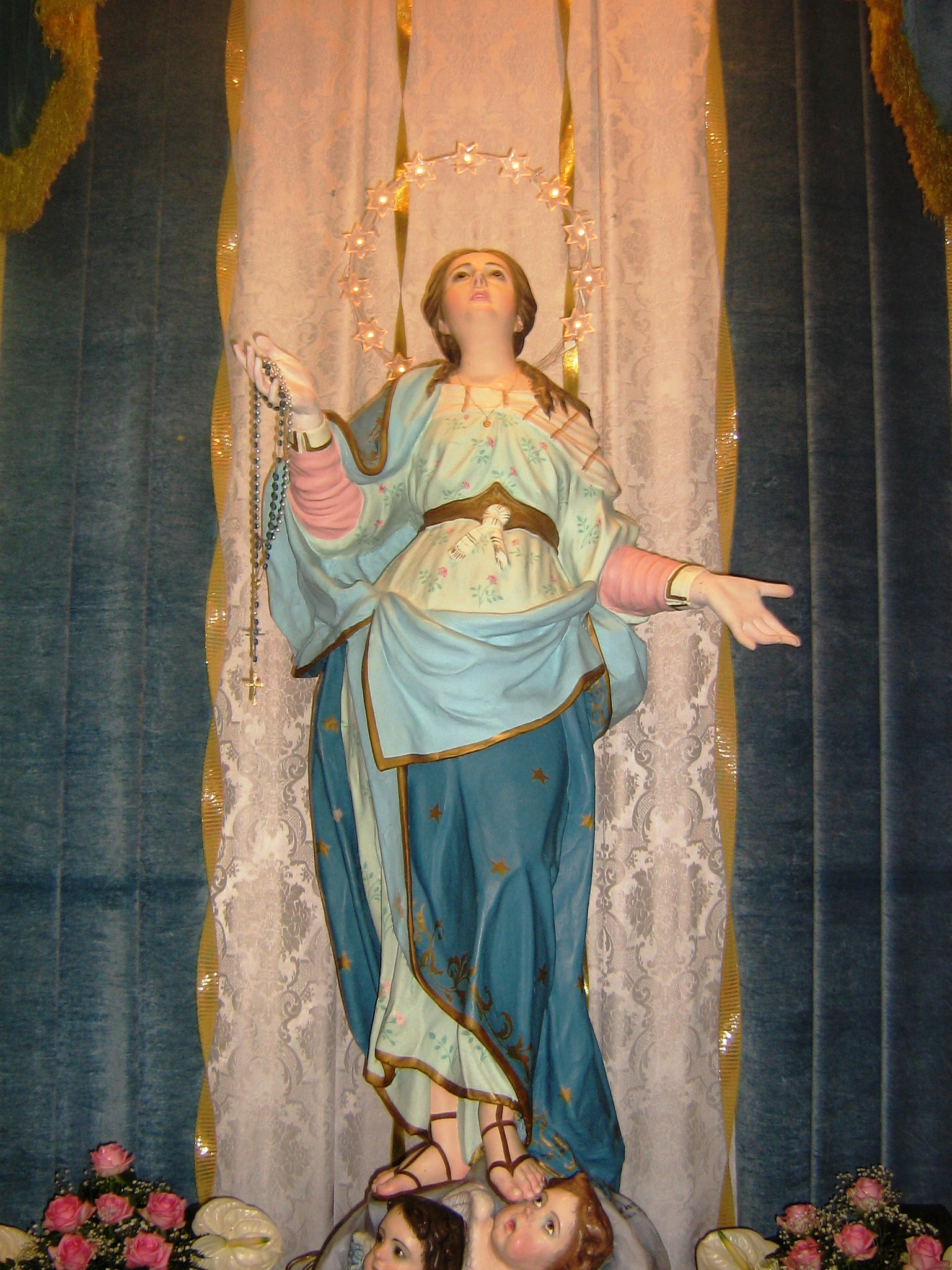
Statua settecentesca della Madonna dell'Uragano venerata a Cocumola Lecce

La Madonna dell'Uragano è un titolo che viene attribuito dai cristiani a Maria, madre di Gesù, in alcuni comuni del Salento. 

## Il culto
Una delle principali feste dedicate alla Madonna dell'Uragano, è svolta a Carovigno (BR). La storia narra, che il 17 agosto del 1841, una tempesta si alza a 2 km a sud-ovest del paese, e si dirigeva proprio verso il centro di Carovigno. I carovignesi, da sempre fedeli nella loro patrona Maria Santissima di Belvedere, corsero nella Chiesa Matrice e prelevarono la statua (insieme ad altre statue di Santi). In processione, uscirono da Porta Brindisi, proseguirono per mezza strada la "Nchianata di lu succursu" e si fermarono in una "Chiusa", tra gli alberi secolari d'ulivo, dove, su una "Chianca" (roccia) appoggiarono la Madonna di Belvedere. I carovignesi, iniziarono a pregare fino a quando l'Uragano, dopo aver distrutto intere campagne, deviò la rotte e si diresse nei pressi di Serranova fino a sfociare nel mare, risparmiando Carovigno . In seguito i Carovignesi rientrarono in paese e si decise di svolgere i festeggiamenti in onore della Madonna di Belvedere, denominata da quel giorno dell'Uragano. Dopo circa 2 secoli dall'accaduto e nonostante l'urbanizzazione del paese, la "Chianca" dove venne appoggiata la Madonna, è ancora visibile in Via Giosuè Carducci.
Nel leccese invece, il culto per la Madonna dell'Uragano, praticato principalmente a Cocumola e a Diso, si diffuse a partire dal 1832, quando, secondo la tradizione locale, la Vergine risparmiò i due centri salentini da una violenta tempesta che si era scatenata nella giornata del 10 settembre, mietendo nei paesi circostanti diverse vittime.
Si racconta che in questi due paesi il maltempo non recò alcun danno.
A Cocumola un pittore che stava in chiesa per dipingere, vide sul finestrone principale l'immagine della Madonna che con le braccia aperte proteggeva il paese e i suoi abitanti.

## Festeggiamenti e tradizioni
- A Carovigno, in festeggiamenti non si sono mai interrotti nel corso degli anni. I primi festeggiamenti iniziano la prima domenica di agosto, con l'esposizione dei patroni santi Filippo e Giacomo. Il vero e proprio giorno festivo è il 17 agosto (giorno dell'Uragano). La mattina, viene svolta la tradizionale "fiera dell'Uragano", un mercato che si svolge presso rione Conella, a nord di Carovigno. La sera, dopo la Santa Messa nella Chiesa Madre, vengono portati in processione la Madonna di Belvedere e vari Santi, tra cui gli "immancabili" patroni Santi Giacomo e Filippo. Una fondamentale tappa della processione(dimenticata per una decina di anni e ripresa nel 2015) è la "Chianca di La Madonna di Belvideri" (così soprannominata dai carovignesi), dove si rivive quel giorno attraverso la preghiera. "Chianca di la Madonna di Belvideri"

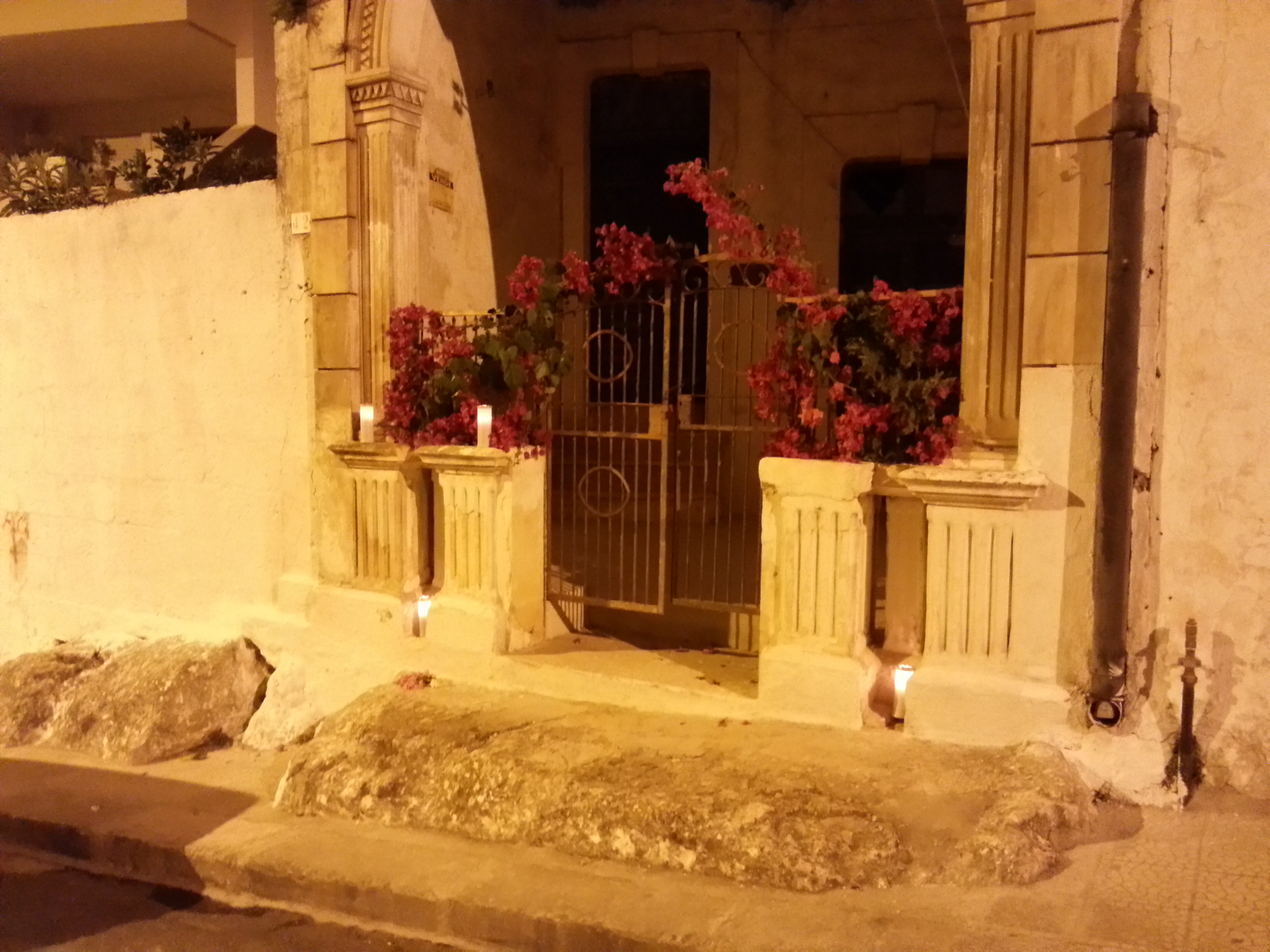
"Chianca di la Madonna di Belvideri"

- I festeggiamenti religiosi si uniscono a quelli civili, e a Cocumola dal 1980 si svolge, la seconda domenica di settembre, una tradizionale fiera-mercato con prodotti agricoli e artigianali.

## Documenti
L'11 ottobre 1841, venne pubblicato un articolo riguardante l'Uragano che minacciò Carovigno qualche mese prima, il 17 agosto del 1841. 
(Giornale delle due Sicilie, numero 220 del 1841)
In seguito viene descritto il miracolo compiuto da Maria Santissima di Belvedere.